# Blarinella wardi
Blarinella wardi е вид бозайник от семейство Земеровкови (Soricidae).

## Разпространение
Видът е разпространен в Китай (Юннан) и Мианмар.